# Cogolludo
Cogolludo é um município da Espanha na província de Guadalajara, comunidade autónoma de Castilla-La Mancha, de área 97 km² com população de 529 habitantes (2006) e densidade populacional de 6,43 hab/km².

## Demografia
| Variação demográfica do município entre 1991 e 2004 | Variação demográfica do município entre 1991 e 2004 | Variação demográfica do município entre 1991 e 2004 | Variação demográfica do município entre 1991 e 2004 |
| --------------------------------------------------- | --------------------------------------------------- | --------------------------------------------------- | --------------------------------------------------- |
| 1991                                                | 1996                                                | 2001                                                | 2004                                                |
| 611                                                 | 629                                                 | 579                                                 | 623                                                 |